# Pteropliini
Pteropliini  (лат.) — триба жуков-усачей из подсемейства ламиин.

## Описание
Усики 11-члениковые.

## Систематика
В составе трибы:
- роды: Abaraeus — Abryna (Abryna regispetri) — Acanthetaxalus — Acronia — Agniolophia — Albapomecyna — Alidopsis — Alidus — Anobrium — Aprophata — Ataxia — Atybe — Baraeus — Batrachorhina — …